# 한국현미경학회
한국현미경학회는 사회일반의 이익에 공여하기 위하여 공익법인의 설립· 운영에 관한 법률의 규정에 따라 현미경의 기초 및 응용에 관한 학문과 기술의 향상, 산업진흥에 공여함을 목적으로 1997년 5월 22일 설립허가된 대한민국 과학기술정보통신부 소관의 사단법인이다. 사무실은 서울특별시 성북구 고려대로 73 (안암동5가, 고려대학교 의과대학 해부학교실)에 있다.